# Вилин, Иван Петрович
Иван Петрович Вилин (14 апреля 1901, Валдома, Санкт-Петербургская губерния — 19 апреля 1944, Симферополь) — советский военный лётчик, участник Великой Отечественной войны, генерал-майор авиации (4.06.1940). Погиб при освобождении Севастополя.

## Биография
Родился 14 апреля 1901 года в деревне Волдама Мгинского уезда Петербургской губернии в семье рабочего. В составе РККА с 1920 года. Член ВКП(б) с 1926 года. В 1926 году окончил Борисоглебскую ВШЛ. Служил в различных подразделениях авиации — рядовым лётчиком, командиром звена, эскадрильи, бригады. В 1936 году «За выдающиеся личные успехи по овладению боевой авиационной техникой и умелое руководство боевой и политической подготовкой военно-воздушных сил РККА» майор Вилин был награждён орденом Ленина. В 1939 году исполнял должность командира 51-й авиационной бригады, тогда же ему было присвоено воинское звание комбриг (29.11.1939). Генерал-майор авиации (4 июля 1940).
Участник Великой Отечественной войны с октября 1941 года. Участник обороны Кавказа. С сентября 1943 года генерал-майор авиации И. П. Вилин воевал в составе 214-й штурмовой авиадивизии 4-й воздушной армии. В составе этой дивизии участвовал в Новороссийско-Таманской наступательной операции, затем в Керченско-Эльтигенской десантной операции, в ходе которой дивизия поддерживала с воздуха эльтигенский десант и высадку десанта в районе Керчи. С декабря 1943 по апрель 1944 года дивизия взаимодействовала с частями Отдельной Приморской армии, которая обороняла Керченский плацдарм, а в апреле 1944 года участвовала в Крымской наступательной операции. 214-й штурмовой авиационной дивизии 24 апреля 1944 года присвоено почётное наименование «Керченская». 16 марта 1944 года И. П. Вилин был назначен заместителем командира этой дивизии.
Непрерывно находясь на передовых пунктах наблюдения и наведения, генерал Вилин организовывал эффективные удары штурмовиков по живой силе и технике противника, а также сам летал на боевые задания, выполнил 10 боевых вылетов. 17 апреля 1944 года в 8.25 Вилин И. П. во главе двух пар штурмовиков Ил-2 190-го штурмового авиационного полка с прикрытием 4 истребителей Аэрокобра 329-й ИАД совершал боевой вылет на поиск плавсредств в районе Балаклавы и для оценки ситуации. Не обнаружив противника он принял решение атаковать вражеский аэродром на мысе Херсонес. В бою его Ил-2 был подбит зенитной артиллерией (ещё 2 штурмовика были сбиты зенитным огнём), повреждён мотор. При отходе от цели был атакован парой Ме-109, по докладу выжившего бортстрелка один из них был сбит. С большим трудом после остановки мотора генералу удалось дотянуть до линии фронта, где за 800 м на юго-восток от села Юхары-Каралез (ныне Залесное) штурмовик врезался в гору. Вилин сильно разбился, бортовой стрелок сержант Светлишный также получил ушибы. Тут же Вилину была оказана первая медицинская помощь партизанами и врачом стрелковой дивизии. Спасти жизнь военачальника в госпитале Симферополя, куда его доставили, не удалось — у него был перелом черепа, рёбер и грудины, открытый перелом правого голеностопа, травматический шок, кровоизлияние в мозг. Умер он в 12 часов дня 19 апреля 1944 года.

И. П. Вилин первоначально был похоронен в 1944 году в городе Симферополе в Сквере Коммунаров (ныне Семинарский), а в начале 70-х перезахоронен на Воинском кладбище города на улице Старозенитная.

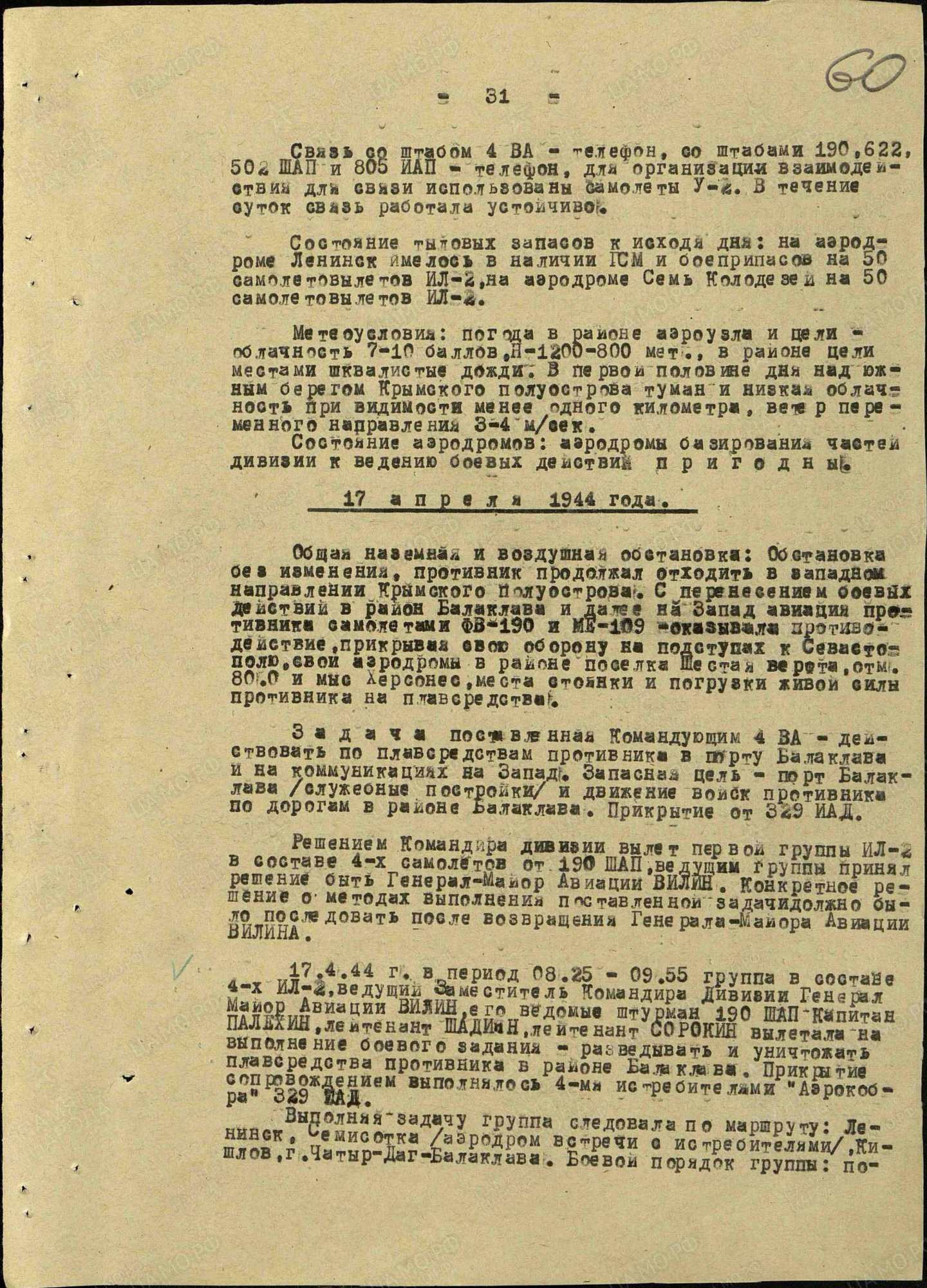
Выписка из ЖБД 214 ШАД от 17 апреля 1944 года с описанием последнего боя Вилина И. П.
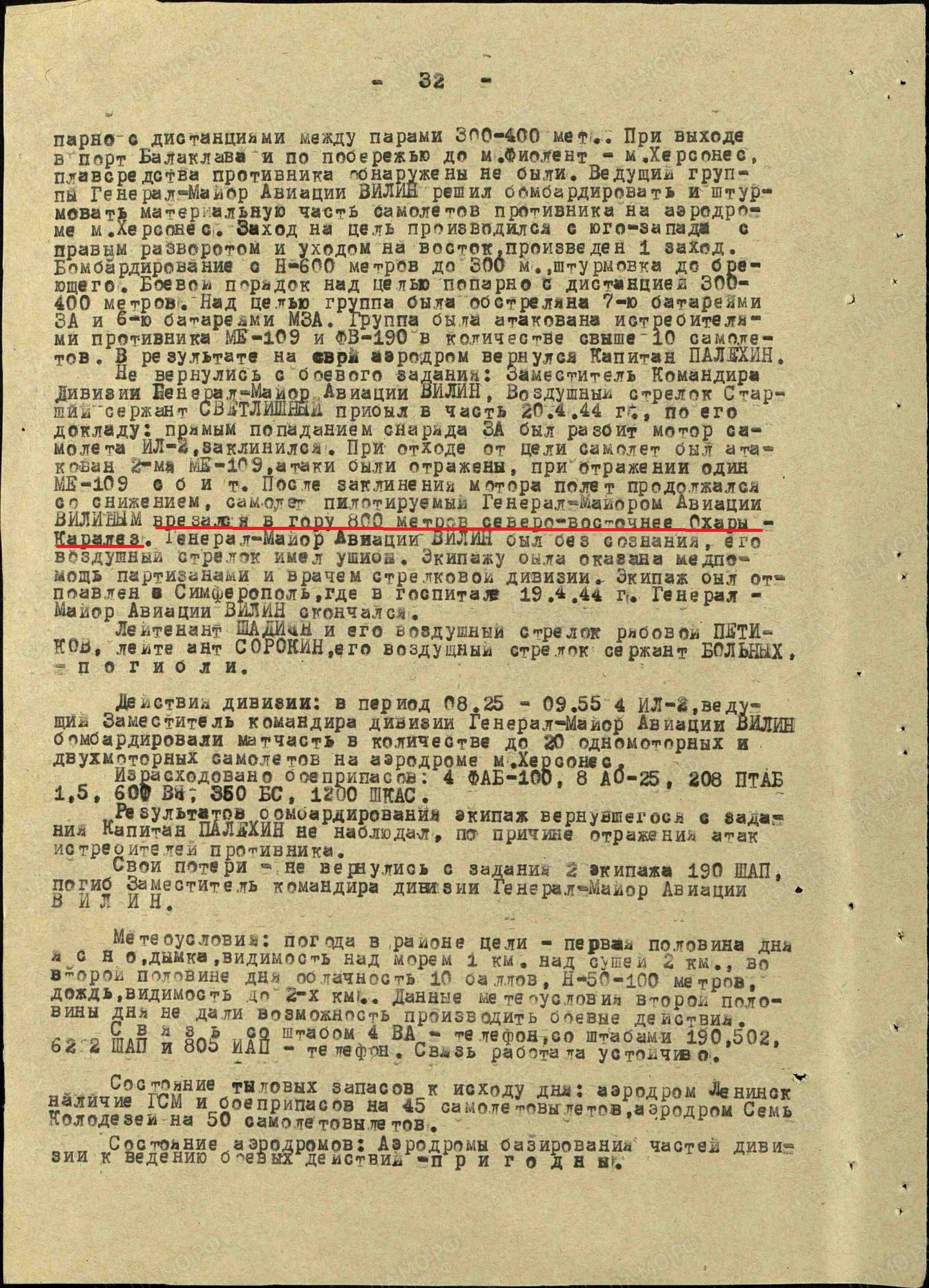
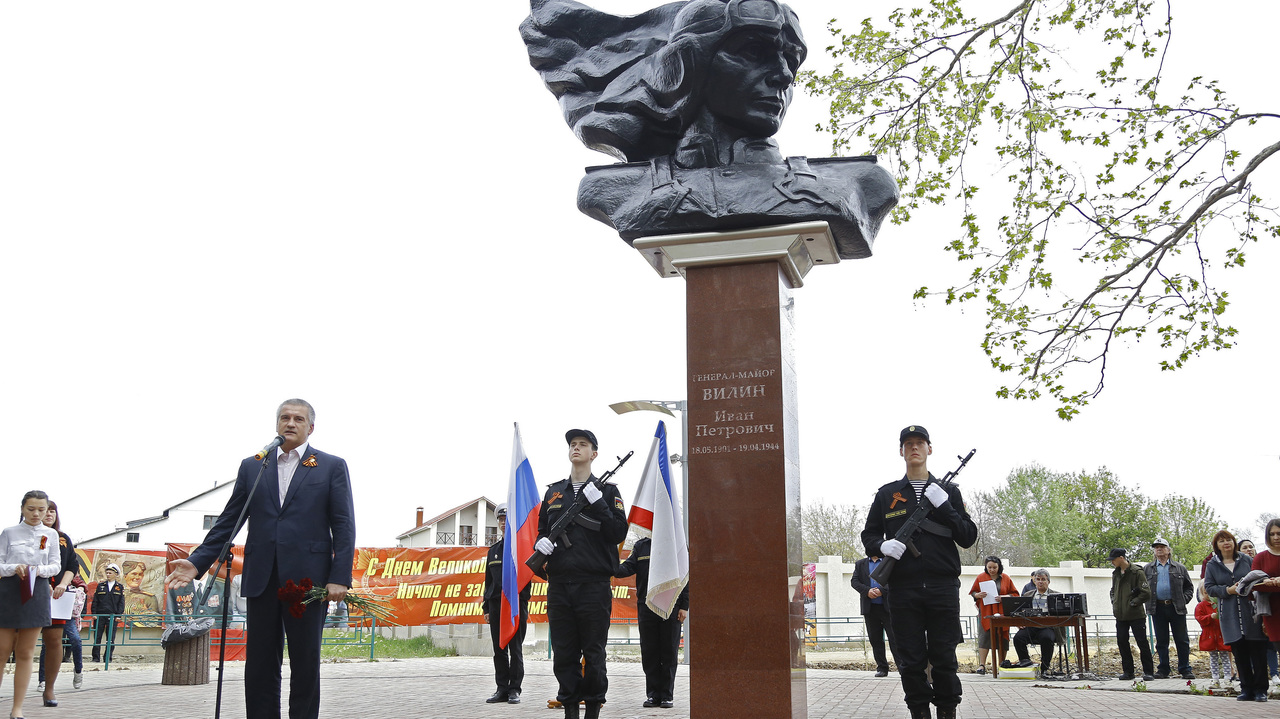
Открытие памятника И. П. Вилину в Вилино 8 мая 2019 С. В. Аксёновым

## Награды
Награждён орденами Ленина (25.05.1936), Отечественной войны I степени (22.06.1944, посмертно), медалью «ХХ лет РККА».

## Память
- Село Бурлюк было переименовано в честь лётчика в Вилино 18 мая 1948 года указом Президиума Верховного Совета РСФСР[10]. С 25 июня 1946 года Вилино в составе Крымской области РСФСР[11], а 26 апреля 1954 года Крымская область была передана из состава РСФСР в состав УССР[12].
- Памятник И. П. Вилину для села был изготовлен ещё в 1980-х годах, был установлен в 2008 году на территории винно-коньячного завода. Торжественно перенесён и установлен на новый постамент в сквер ко дню победы в мае 2019 года, в открытии участвовал глава Крыма С. В. Аксёнов[13][14].
- В Вилинской средней школе № 1 имени Вилина Ивана Петровича создана экспозиция, в которой рассказывается о жизни и подвиге генерала[2].
- Поисковым отрядом ММОО ПО «Тризна» в 2019 году обследовалось место падения самолёта, были найдены элементы обшивки, вооружения, заводские клейма.

## Комментарии
1. ↑  Так указано в ряде документов об И. П. Вилине в ОБД «Память народа». Населённого пункта с таким названием в окрестностях посёлка Мга нет, также никогда в России не существовало и Мгинского уезда. На территории Мгинского и позднее Кировского районов Ленинградской области (а с XIX века до отмены уездного и губернского деления в 1929 году — в составе Шумской волости Новоладожского уезда) существовала деревня (мыза) с похожим названием Волдома, она же в разные годы указывалась в источниках как Вандома, Ваагдана, Валдом. В настоящее время принято указывать её наименование — Валдома[4]